# Dekanat Golczewo
Dekanat Golczewo – jeden z dekanatów należący do archidiecezji szczecińsko-kamieńskiej

## Parafie
- Golczewo (pw. św. Andrzeja Boboli)
- Kozielice (pw. Chrystusa Króla)
- Mechowo (pw. Niep. Poczęcia NMP)
- Moracz (pw. Najśw. Serca Pana Jezusa)
- Przybiernów (pw. Wniebowzięcia NMP)
- Sikorki (pw. Chrystusa Króla)
- Trzechel (pw. św. Katarzyny)

## Dziekan i wicedziekan
- Dziekan: ks. kan. Jacek Fabiszak[1]
- Wicedziekan: ks. Mieczysław Kupski
- Ojciec duchowny: ks. Krzysztof Jęczmionka[2]